# 道 (国学)
道（みち）は、江戸時代の国学者である本居宣長が説いた日本の哲学上の概念。復古神道の思想から古道（ふるみち）とも呼ばれる。日本の道は、儒教といった中国哲学の道 (哲学)に対して反発する形で展開された。

## 成立

### 前史

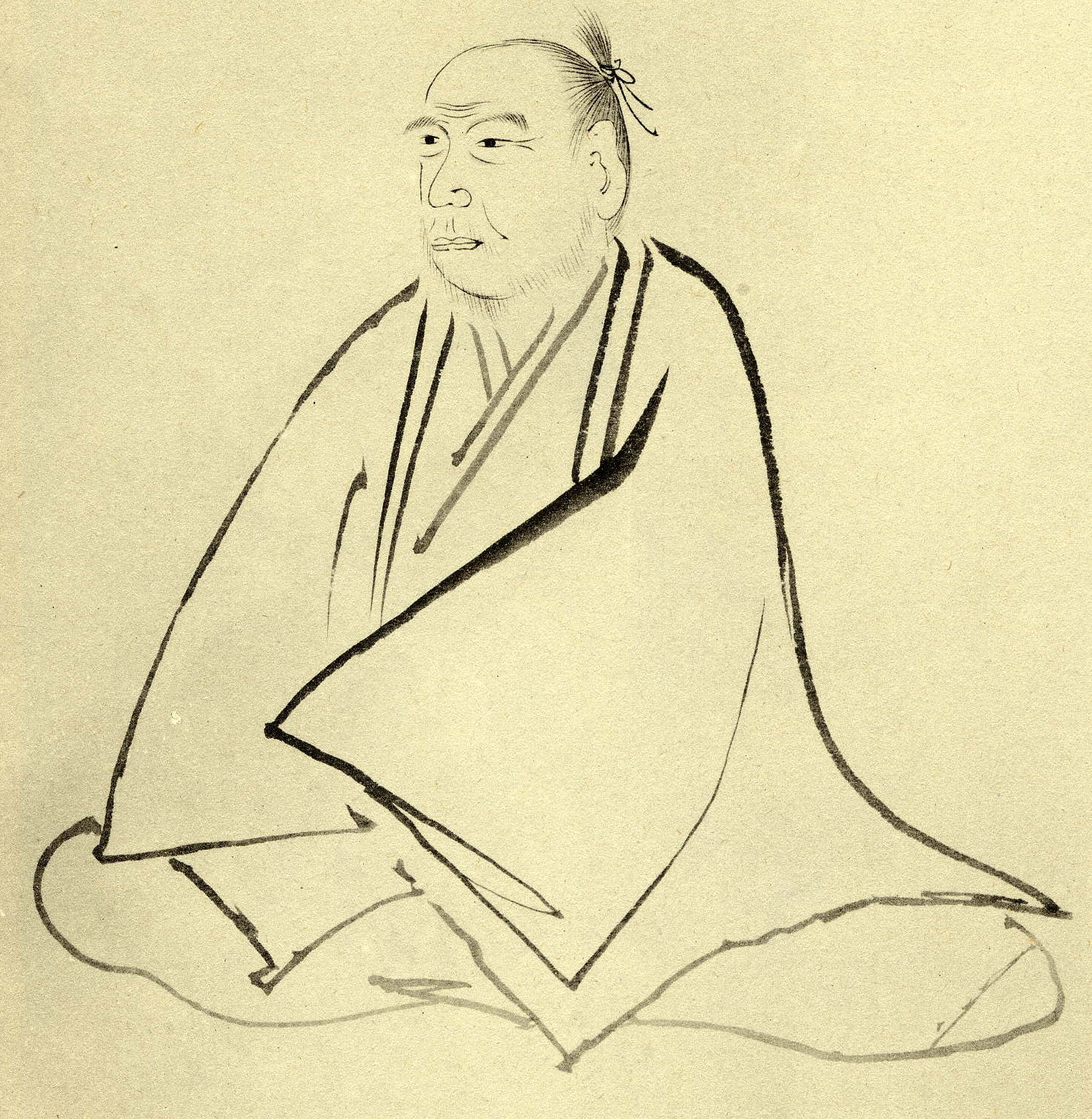
賀茂真淵
『国意考』で儒教・仏教などの外来思想を批判し、日本固有の精神への復帰を説いた。

儒学者の荻生徂徠は「道とは帝王が天下を治めるために作為した政治制度をいう」として、人道（天道・地道に対しての人道）の定義を述べた。これは徂徠に限ったことではなく、近世の儒学者の中には「神武から欽明天皇の治世の日本には道（人道＝君主が定めた制度）がなかった」という主張がなされた。その反発から加茂真淵が起こしたのが『国意考』（1769年ころに完成）である。真淵は日本古代の道を主張し、その影響を受けた本居宣長が『古事記伝』（1798年に脱稿）、ひいては『直毘霊』において古道を解明することになる。

### 天地人の道に対する批判

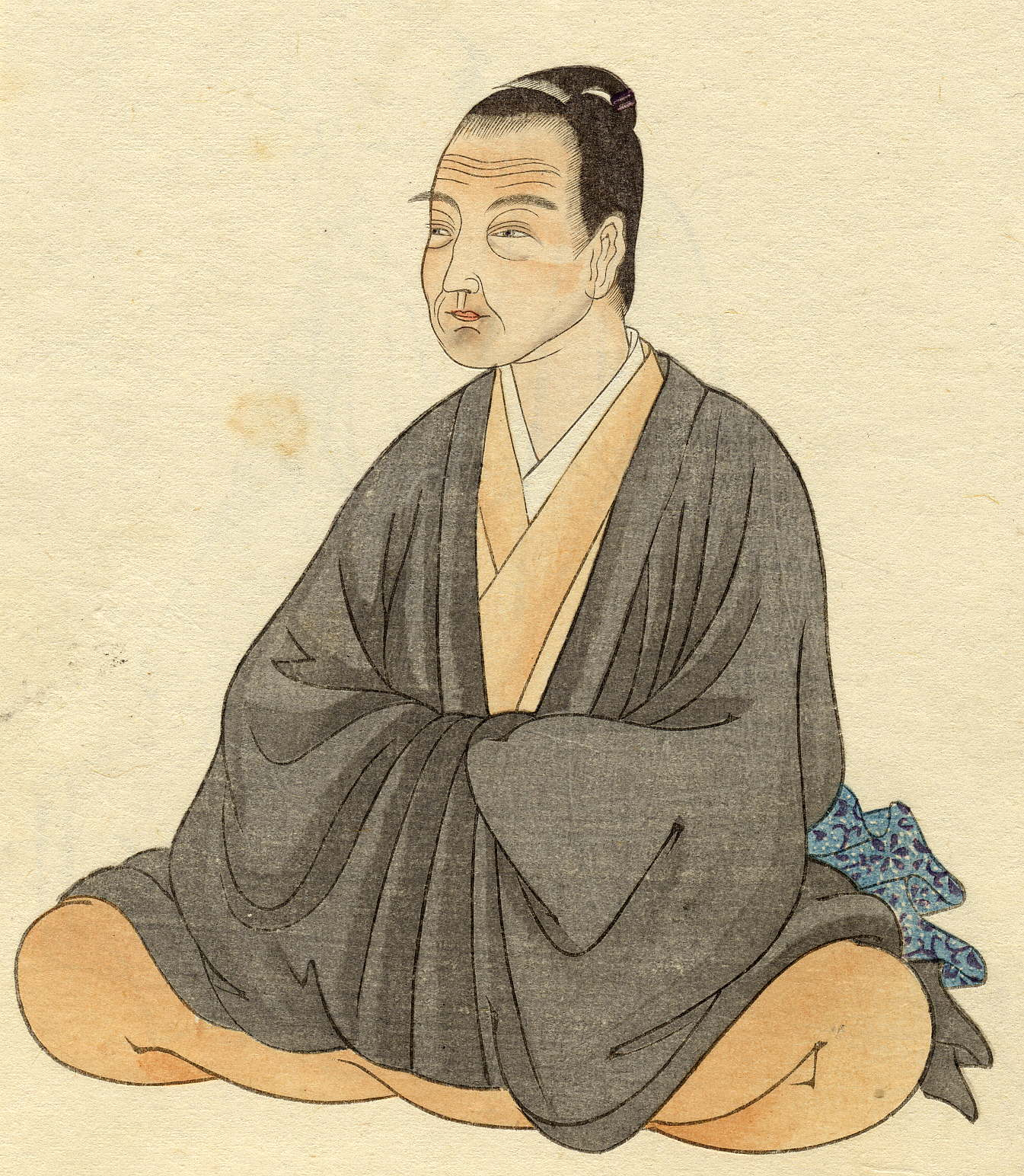
本居宣長
『古事記伝』を執筆する過程において、「天照大御神の道」や「天皇の天下をしろしめす道」を求めた。

宣長は『古事記』を解釈する過程で、儒学における「道」に対して次のような考えに至り、批判を展開している。中国には古来、一系の帝王は存在せず、彼らは互いに皆、国の奪い合いをしている。国を奪った者が帝王、奪われた者が賊である。威力があって知恵が深く、人をなつけ、人の国を奪い取ってしばらくの間、国を良く治めた人を「聖人（君主）」という。その聖人が組み立て、定めたところを「道（人道）」といっている。だから儒学で尊ぶ「道」とは、「人の国を奪うためのもの」、「人に国を奪われないようにする用意」の2つを指す。それに対し、日本の「道」は違う。それは古事記に書かれている。（中略）中国では仁・義・礼・譲・孝・悌・忠など、様々に作り立てて、人々に厳しく教えようとする。これも世人をなつけるための計（たばかり）である。日本にはそのような、事々しい教えは何もなかった。それにもかかわらず、日本は良く治まってきた。それこそが日本なのだ（『古事記伝』からの要約）。
中国の史実を述べた上で、「道」にそむいたことを口実に国を滅ぼし、新たに国を創り、今度はその国に忠誠を誓わせるためにまた「道」を利用し、周囲を巻き込み、多大な犠牲を生みながら、これを繰り返していると、儒学批判を展開している。一方で、日本の道は万世一系に基づいているとしている。
また、天地の道に対しても、次のような批判を展開している。「仏の道は因果、漢（から）の道には天命といって、天の成す業（わざ）とする。（中略）君を滅ぼし、国を奪いし聖人（現君主）の、己が罪を逃れるための託言にすぎない。天地に心も命もある訳がない。もしまことに天に心があり、理（ことわり）もあり、善人（よきひと）に国を与えて良く治めしめんとするなら、周代の末に必ずまた聖人（別血統の君主）が出るのはどういうことか」として、天地の自ずからなる道（天命に基づく革命論）も否定し、「人の作る道でもなく、高御産巣日神の御霊によって、世の中のあらゆる事物が成っている」とした（『直毘霊』より）。
道教の『太上妙始経』では、万物の根源を「道（太初・混沌・大極とも）」とし、道が集まったものが気であり、清らかなものが「天」となり、濁ったものが「地」となり、色々な天地の気が合わさり、人や虫や草木が生まれたと記述されている。宣長はこの説を神道の立場から否定し、高御産巣日神が生成するものとしたわけである。

### 国学における道
宣長は国学を「皇国学」または「皇朝学」と呼び、これを神学・有職学・一般学・歌学の4つに分類して、主としてよるべきは神学、すなわち「道の学問」であるとした。この道とは、「天照大神の道にして、天皇の天下を知ろ示す道、四海万国に行き渡る誠の道なるが（中略）、記紀に記された神代上代諸々の事跡の上に備わりたり」と説かれている。天地人の道ではなく、随神の道・万世一系の天皇の政道を日本の道と主張している（『宇比山踏』）。
宣長は国学を「古道に到達するための階梯の学」としたが、その研究の手順は、古語→古意→古道という図式であり、その古道説は宗教的性格が混じる。師である真淵の主張した古道（神皇の道）は、「儒教的道理ならぬもの」という点では同じであるが、真淵の場合は「天地自然の道であり、『万葉集』を読めばわかる」という主張であり、中世的神学＝神道説の影響がなかったところに相違がある。つまり真淵の主張はまだ大陸的思想（天地の道）が除けていなかった。

## 受容

### 解釈

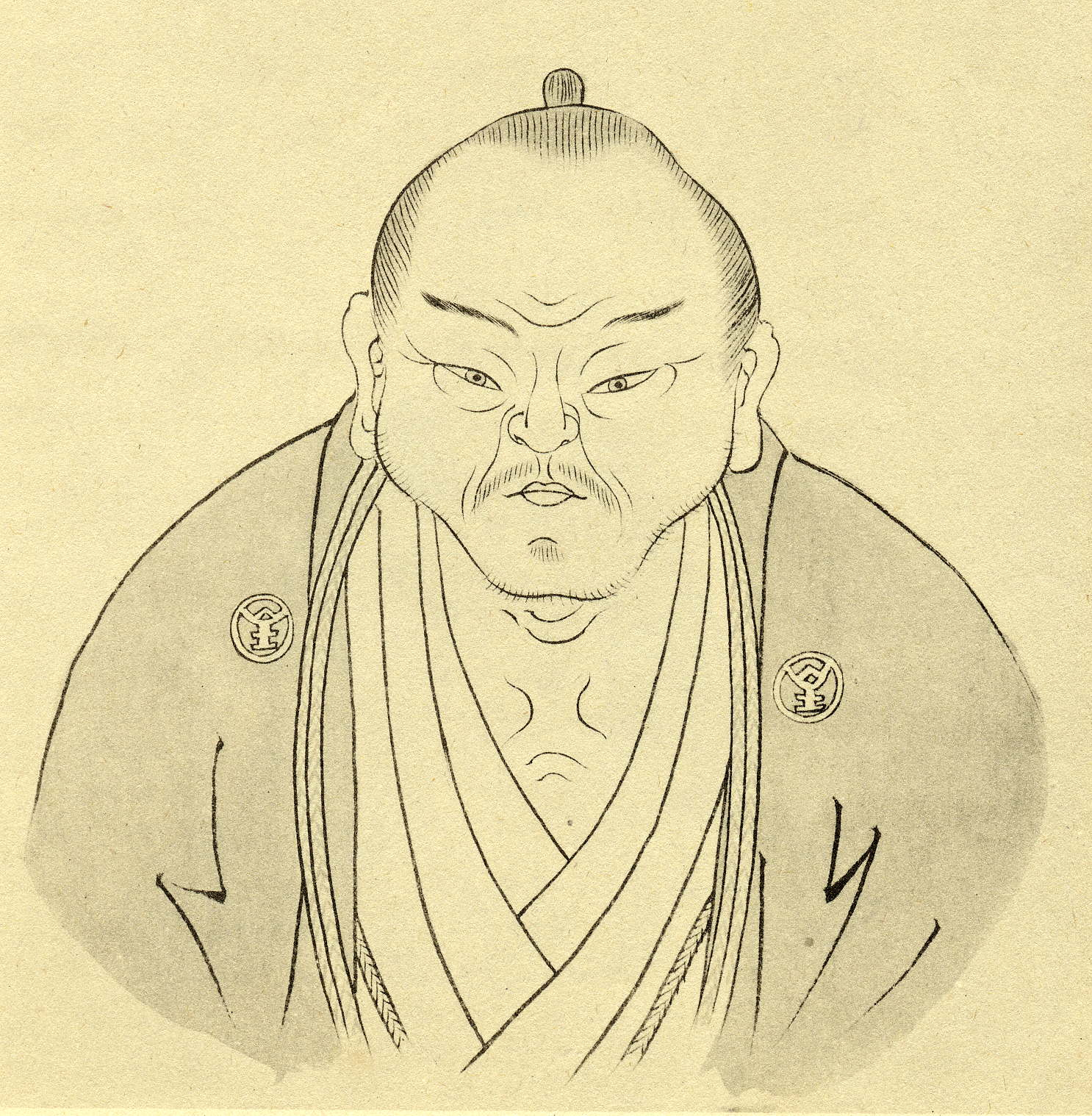
平田篤胤
宣長の門人を自称して古道説を受け継いだ。

宣長門は古道派と古典派に分かれるも、次第に後者が大きくなっていた。そのような中で、本居宣長の生前の門人を自称した平田篤胤が古道学の後継者を自任したが、「古道の解明」と言う目的は共通しているものの、方法も古道観も異なり、古道を事実とはみず、規範とみた。篤胤は、天（アメ）・地（ツチ）・泉（ヨミ）からなる世界の始まりを説き、人が死後に行く幽冥での安心を説いたため、宣長門のひんしゅくを買ったが、それでもアジアや西洋の神話を用いて、世界の生成を解明しようとした。
篤胤の古道説は、行動倫理としての思想運動的主張を含んでいたこともあり、後代に多大な影響を与えた。例えば門弟の大国隆正は『直毘霊補注』を著し、その中で異国船の往来を「神議」（かみはかり）と断定して、『直毘霊』が読まれる必然性に話を展開した。また、幕末の尊王攘夷運動家として過激な破壊活動に挺身したものや、明治維新後の廃仏毀釈運動に走るものを出した。

### 影響
国学における道＝天皇の政道・随神の道は、近代期に大日本帝国憲法という形で具現化することとなるが、ヨーロッパ（特にドイツ）の憲法を参考としつつも、明確に異なる点が見られる。西洋諸国の憲法では、君主が統治権を持つと定めていても、それは憲法によって初めて統治権が君主に与えられるのであって、憲法の条文を改めたら、君主の統治権自体が無くなってしまうところにあるのに対し、天皇の統治権は憲法に書かれていようがなかろうと、憲法以前から万古不変のことであり（天壌無窮の神勅）、大日本帝国憲法第一条は、その事実を確認しているものであるという意味が記されている。さらに第三条において、「天皇は神聖にして侵すべからず」と記し、憲法において、天皇は天孫＝神の子孫であるとしている。そのため、神道家にして法学者である筧克彦は、帝国憲法を「惟神（かんながら）の道憲法」と呼んだ。これらの人々は、科学や論理を遠くへ押しやり、憲法自体を経典のように信仰していった。第一条と第三条は、憲法の本質からは縁遠いものであり、いわゆる国家神道に基づく信仰の告白である。

### 評価
前述の宣長による儒教的道の批判は、支配者（または簒奪者）の現実隠蔽（あるいは美化）に奉仕する「イデオロギーの暴露」であったが、「イデオロギーの批判」にはなりえなかった。その理由について丸山真男は、「儒者が、その教えの現実的妥当性を吟味しないという規範進行の盲点をついたのは正しいが、一切の論理化＝抽象化をしりぞけ、規範的思考が日本に存在しなかったのは、教え（教義）の必要が無いほど事実がよかった証拠だといって、現実と規範との緊張関係の意味自体を否認した。そのため、生まれついたままの感性の尊重と既成の支配体制への受動的追随となり、結局、こうした二重の意味での『ありのままなる』現実肯定でしかなかった」とする。
神道には、あらゆる普遍宗教に共通する開祖や経典がなかったため、徂徠は「昔、神道（という体系）はなかった」といったが、宣長はこれを承認し（『鈴屋答問録』）、むしろ居直って、あらゆるイデオロギー（教義）の拒否を導き出した。しかし、時代によって他教と習合し、教義内容を埋めてきた神道の「無限抱擁性」と思想的雑居性こそが日本の伝統であり、絶対者が無く独自な仕方で世界を論理的規範的に整序する「道」が形成されなかったことは、国学者が外来思想を排除することと矛盾が生じる（道が無いことが道というジレンマを生む）ことになる。いかなる抽象化をも拒否した宣長の方法は、社会的＝政治的な面では、逆に「儒をもって治めざれば治まり難きことあらば、儒をもって治むべし。仏にあらではかなわぬことあらば、仏をもって治むべし。これ皆その時の神道なればなり」（『鈴屋答問録』）という機会主義をもたらし、これに対し、神道の世界像の再構成を試みた篤胤においては、「道」が規範化された代償として、再び儒仏は元よりキリスト教までも抱擁した汎日本主義として現れることとなった。

## 備考
- 『直毘霊』における宣長の主張＝天（地）命批判は、道家の黄生の考え方と同じものであり、宣長独自の発想ではなく、すでに『史記』には、漢代、景帝の時期に黄生と儒家の轅固生が、天命をめぐって議論したことが記述されている。『史記』13巻17頁において、黄生は「夏王朝と殷王朝を討ち滅ぼし、自己の王朝を建国した湯王・武王は弑逆の罪を犯した」と主張したが、轅固生は儒家の立場から「新王朝建国は天命＝運命づけられたもの」と見解を示し、さらに黄生の主張通りなら、「漢も秦を討ち滅ぼしたことが弑逆の罪を犯したことになる」と発言したため、景帝は議論を打ち切り、「以後、学者はこの手の議論（誰が天命を受けたか、誰が弑逆の罪を犯したか）を公に論じなくなった」と司馬遷は記述している。後漢初めの『王命論』（100巻）では、「長い間、道徳によって目立った存在であった家の子孫だけが帝国の支配を引き受ける資格がある」と主張がなされたが、『史記』13巻31頁では、「天命は論じ難い。聖人でなければ、それを知覚できない。舜から后稷は皆黄帝の子孫であり、黄帝は天命を察知し、天下を治めた」と記述されており、この理由づけなら、黄帝の子孫ではない者は支配者の地位に登り得ないことになり[21]、そのため、後の支配者には五行説（易姓革命）が取り入れられた[21]。宣長の批判は、こうした大陸での「議論のこじつけの穴」（易姓革命自体が後世の後付けであること）をついたものである。
- 『史記』では「景帝以後、学者は誰が天命を受けたのか、弑逆の罪を犯したのかを議論しなくなった」とするが、それ以前に孟子が放伐を肯定している。『孟子』には、弟子の問いに対し、「周の帝辛が武王に討たれたのは、仁をそこない、義を破ったため、帝辛が皇帝ではなく、1人の暴虐者に成り下がったためであって、それは主君殺しには当たらない」と答えており、これに対して『雨月物語』巻一「白峯」では、「孟子のような屁理屈に満ちた教えを伝えれば、後世には帝位を奪い取って罪悪とも思わない逆賊が現れるだろうと、日本の神々が敵視なさって、孟子の書を乗せた船を神風で転覆させるのだ」と述べ、「中国聖人の教えだろうと、日本の国ぶりにふさわしくない」と記述している。作者である上田秋成は、真淵の弟子の門下生であり[注 4]、宣長とは日の神論争で対立しているが、国学者として反放伐という点は一致している。
- 宣長は儒学に対する反発から古道を説いたが、実際は荻生徂徠の古文辞学＝文献実証法に影響を受けており[22]、徂徠の説く道は、古代中国の先王達が制作した礼楽刑政のこととしたが、天地自然や人間の内面から道を分離するものでもあり、政治や制度に限定された[22]。この天地からの分離という点では、むしろ影響を受けていたといえる。一方、同じ儒学者でも、伊藤仁斎が説く古義学（古学）の道は、人倫世界（俗）に限定され[22]、徂徠と違い、政治や社会秩序について議論せず、天命のまま受け入れる姿勢だった[23]。宣長の主張する道は、天地からの分離と言う点で徂徠の説く道と同じではあるが、政治や社会秩序については、現政権やその時の統治法に追従する姿勢（『鈴屋答問録』[9]）から語らないという点では仁斎と近い。